# Kathrin Becker (Kuratorin)

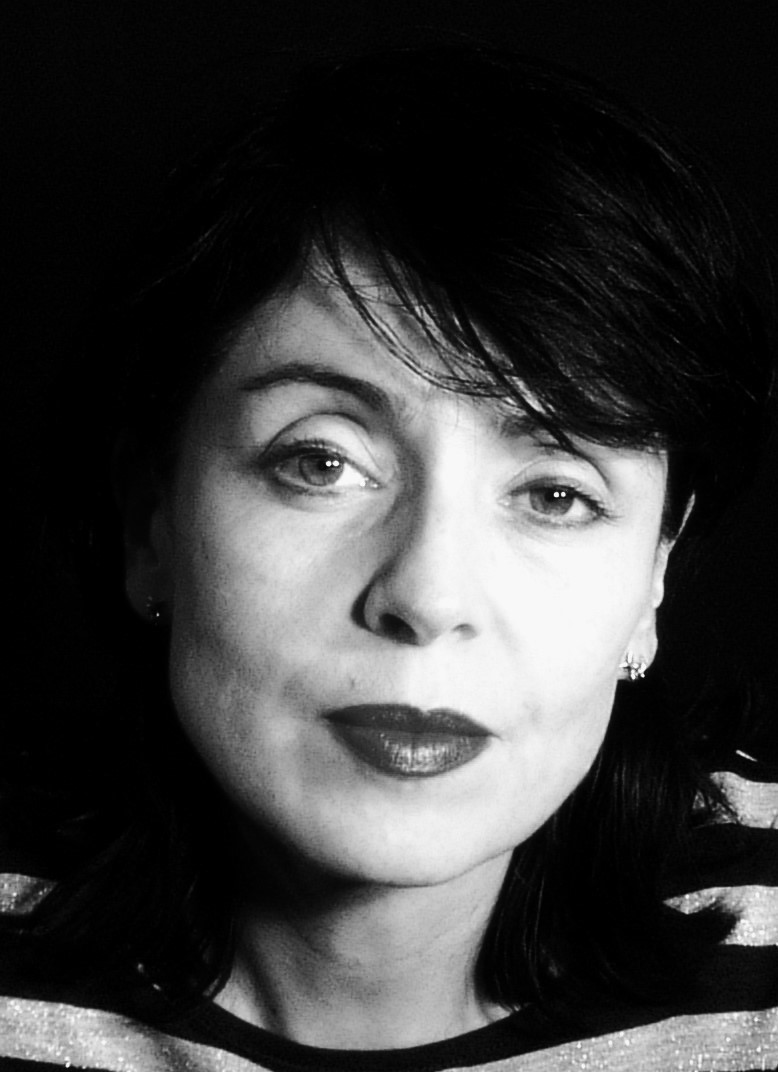
Kathrin Becker, 2000

Kathrin Becker (* 1967) ist eine deutsche Kuratorin und seit 2020 künstlerische Leiterin des Berliner Ausstellungshauses am Kindl-Zentrum.

## Leben
Nach ihrem Studium der Kunstgeschichte und der Slawistik in Bochum, Moskau und St. Petersburg und einem zweijährigen Aufenthalt in der ehemaligen Sowjetunion und Russland 1989–1991 begann Becker als freie Kuratorin zu arbeiten.
Während frühe Ausstellungsprojekte auf den Kulturaustausch mit der ehemaligen Sowjetunion und Russland fokussierten (unter anderem „Dellbrügge/de Moll: Kunstkonsumentenprofile“, CAC Moskau 1994; „Stalin’s Choice – Soviet Socialist Realism 1932-1956“, P.S. 1 Museum/The Institute of Contemporary Art, New York 1993; „Neues Moskau“, ifa-Galerien Berlin, Stuttgart, Bonn 1999/2000;), entwickelten Präsentationen wie die Ausstellungsreihe „The Institute of Theore(c)tical Painting“ (Kunst-Werke Berlin 1994–1995) und eine ganze Serie von Ausstellungen zur Interferenz von Hoch- und Massenkultur in der Kunst der frühen 1990er (z. B. „art club berlin“, Art Forum Berlin 1997; „Can you hear me? 2nd Ars Baltica Triennial of Photographic Art“, CAC Vilnius, Kunst Haus Dresden und andere Orte 1999–2001) einen zunehmend internationaleren Anspruch.
2001 übernahm Becker die Leitung des Videoforums im Neuen Berliner Kunstverein, eines mittlerweile über 1000 Titel umfassenden Videoarchivs von den Anfängen der Videokunst bis in die unmittelbare Gegenwart. Neben der Digitalisierung der Bestände verantwortete sie zahlreiche Ausstellungsprojekte und Kooperationen mit Institutionen in Ost- und Westeuropa, den USA und Mexiko.
In den letzten Jahren beschäftigte sich Becker zunehmend mit Fragen der gesellschaftlichen Bedingtheit und den politischen Dimensionen von Kunst. Interessanter als dokumentaristische oder anti-repräsentative Strategien erscheinen ihr hierbei die Möglichkeiten einer Verschränkung von Visualität und ideologischer Gestimmtheit, wie sie z. B. in Projekten wie „Masculinities“ oder „displaced. Interventionen/Interaktionen im öffentlichen Raum“ (beide Berlin 2005) sichtbar werden.
Am 1. Februar 2020 übernahm Becker die künstlerische Direktion des Berliner Ausstellungshauses am Kindl-Zentrum (in der Nachfolge des Gründungsdirektors Andreas Fiedler).

## Ausstellungen und Projekte (Auswahl)
- 2012 III. Moskauer internationale Biennale für junge Kunst, Moskau, Russland, Juli
- 2007 Artur Żmijewski. Ausgewählte Arbeiten, NBK, Berlin (Kuratorin) (Katalog)
- 2006 Ira Schneider. Mysteries in realities (Hannah-Höch-Preis 2006), NBK, Berlin (Kuratorin mit Dr. Matthias Harder) (Katalog)
  - Maryam Jafri. Costume Party. Colony & Native, NBK (Kuratorin) (Katalog)
- 2005 Masculinities. Eine Ausstellung des Video-Forums, NBK, Berlin (Kuratorin) (Katalog) (Teilnehmer: Loulou Cherinet, Lu Chunsheng, Cinema Suitcase, Bjørn Melhus, Chloe Piene, Mike Sale, Rommelo Yu, Akram Zaatari)
  - Videokunstwoche, NBK (Konzept und Realisation) (Teilnehmer: tank.tv, Iris Dressler, Euridice Arratia, Pipilotti Rist, Anne Maier)
  - Anatolij Shuravlev. Infrathin, Special project der "1st Moscow Biennial of Contemporary Art", Foundation Contemporary City, Moskau (Kuratorin) (Katalog)

## Veröffentlichungen (Auswahl)
- Kathrin Becker (Hrsg.): Selbstidentifikation. Positionen St. Petersburger Kunst von 1970 bis heute. Stadtgalerie im Sophienhof [u. a.], Kiel 1994, ISBN 3-931012-00-X
- Kathrin Becker (Hrsg.): Flug – Entfernung – Verschwinden. Konzeptuelle Moskauer Kunst. Cantz, Ostfildern 1995, ISBN 3-89322-802-0
- Kathrin Becker: Mystical correct. Salon-Verlag, [Köln] 1997, ISBN 3-932189-76-0
- Barbara Barsch, Kathrin Becker, Ev Fischer und Andrej Chlobystin: Neues Moskau. Kunst aus Moskau und St. Petersburg. Ifa-Galerie, Berlin 1999
- Stephan Kunz (Hrsg.), Kathrin Becker (Text): Beton liquide. Eric Hattan Video. Müller, Baden/Schweiz 2000, ISBN 3-907078-29-2
- Kathrin Becker (Hrsg.): Masculinities. Revolver, Frankfurt am Main 2005, ISBN 3-86588-187-4
- Kathrin Becker: Introduction. In: Lisa Ackermann; Uwe Dehler: Shirin Neshat im Gespräch. Vice Versa Verlag, Berlin 2005, ISBN 3-932809-54-8
- Kathrin Becker: Kunst und Fernsehen, Kunst gegen Fernsehen. Aspekte zeitgenössischer Videoproduktion in Deutschland. In: Gerhard Johann Lischka (Hrsg.): Zapping Zone. Benteli, Wabern 2006, ISBN 978-3-7165-1423-8
- Kathrin Becker: Mathilde ter Heijne. In: Dorothee Bienert (Hrsg.): Urban Creatures. Porin Taidemuseo, Pori 2006, ISBN 951-9355-97-9
- Katja Albers und Kathrin Becker: How to watch a videotape/How to judge a videotape. Kleiner Leitfaden zur Qualität der Videokunst. In: Wolfram Völcker (Hrsg.): Was ist Gute Kunst?. Hatje Cantz, Ostfildern bei Stuttgart 2007, ISBN 978-3-7757-1976-6
- Kathrin Becker: Fremder Schatten. Über Artur Zmijewskis Ausgewählte Arbeiten. In. Kathrin Becker (Hrsg.): Artur Zmijewski. Ausgewählte Arbeiten. Revolver, Archiv für Aktuelle Kunst, Frankfurt am Main 2007, ISBN 978-3-86588-389-6